# Izum
Izúm ali iznájdba je predmet, postopek ali tehnika, ki pomeni novost in je delo človeškega uma. Pod določenimi pogoji je mogoče izum pravno zaščititi s patentom.

## Izumljanje
Skozi čas je človeštvo izumilo predmete in metode za opravljanje nalog na nov ali učinkovitejši način, navadno z namenom doseganja ciljev na hitrejši, učinkovitejši, lažji ali cenejši način.
Čeprav je očitno, da ljudje izumljajo, pa so okoliščine za to manj jasne. Po eni od hipotez je izumljanje posledica pomanjkanja virov, nasprotna hipoteza pa trdi, da pride do izumov šele ob presežku virov. Dejansko stanje morda ni mogoče razložiti samo z enim od obeh stališč.